# فابيو كاتاشيني
فابيو كاتاشيني (بالإيطالية: Fabio Catacchini)‏ (19 يناير 1984 بتشيتا دي كاستيلو في إيطاليا - ) هو لاعب كرة قدم إيطالي في مركز الظهير. شارك مع منتخب إيطاليا تحت 23 سنة لكرة القدم. أما مع النوادي، فقد لعب مع نادي بيستويسي ونادي ريميني ونادي فروسينوني ونادي كاتانزارو وSSD Vivi Altotevere Sansepolcro ‏ ونادي براتو وForlì FC ‏.

## روابط خارجية
- فابيو كاتاشيني على موقع قاعدة بيانات كرة القدم.إي يو (الإنجليزية)
- فابيو كاتاشيني على موقع Soccerway.com (الإنجليزية)